# جلیل علیا

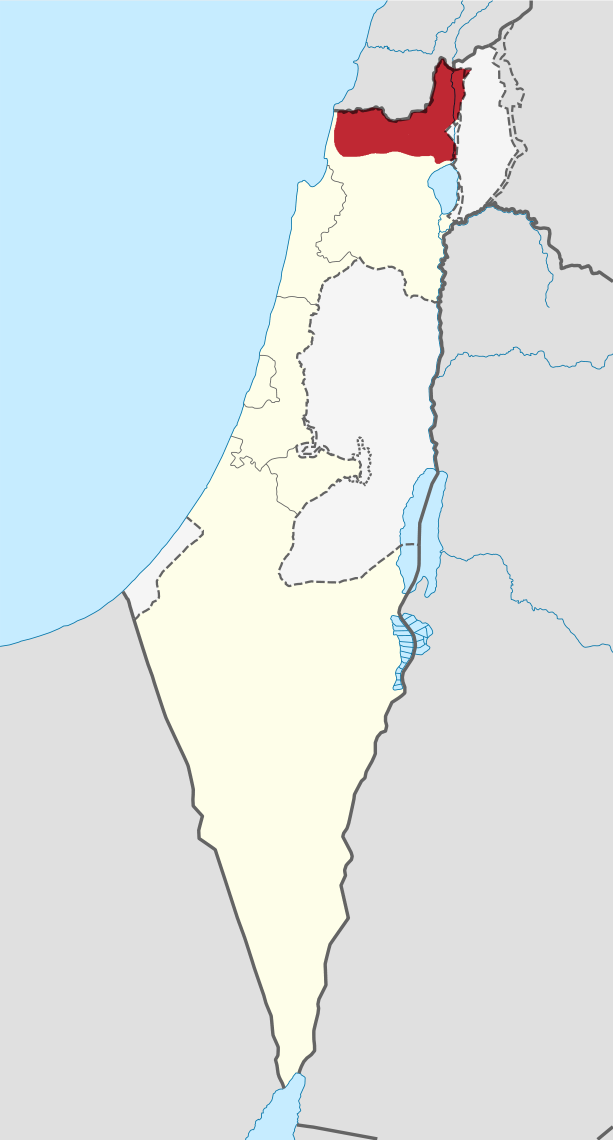
موقعیت منطقه جلیل علیا در اسرائیل

جلیل علیا (عبری: הגליל העליון‎ عربی: الجلیل الأعلی)، اصطلاح جغرافیایی-سیاسی است که از اواخر دوره معبد دوم استفاده می‌شود و در اصل به منطقه ای کوهستانی اشاره دارد که شمال اسرائیل و جنوب لبنان امروزی است و مرزهای آن رودخانه لیتانی در شمال است. از دریای مدیترانه در غرب، جلیل سفلا در جنوب، که از آن است که توسط جدا دره بیت حاکرم حدا شده و در قسمت بالای رود اردن و دره حولا در شرق آن قرار دارد. به گفته مورخ قرن اول، یوسف، مرزهای جلیل بالایی از بیرسابع در دره بیت هاکرم تا Baca (Peki'in) در شمال امتداد یافته است. منطقه یاد شده تقریباً ۱۸۰ مایل مربع دارد.

در اصطلاحات اسرائیلی امروزی، از توپ گونیم عمدتاً در مرجع قسمت شمالی جلیل واقع شده تحت حاکمیت اسرائیل، یعنی بدون بخشی که در جنوب لبنان تا رودخانه لیتانی استفاده می‌شود، در حالی که امتداد آن مربوط به بخش‌های دشت ساحلی نمی‌باشد. غرب و جردن ریفت دره به سمت شرق، که از نظر جغرافیایی جداگانه در نظر گرفته می‌شوند. 